# آلبیون (ایلینوی)
آلبیون، ایلینوی (به انگلیسی: Albion, Illinois) یک شهر در ایالات متحده آمریکا با جمعیت ۱٬۹۳۳ نفر است که در ایلی‌نوی واقع شده‌است.

## موقعیت جغرافیایی
موقعیت جغرافیایی شهرها و مناطق اطراف به شرح زیر است: